# Валмі (Невада)
Валмі (англ. Valmy) — переписна місцевість (CDP) в США, в окрузі Гумбольдт штату Невада. Населення — 26 осіб (2020).

## Географія
Валмі розташоване за координатами 40°46′9″ пн. ш. 117°7′55″ зх. д. / 40.76917° пн. ш. 117.13194° зх. д. (40.769251, -117.132022).  За даними Бюро перепису населення США в 2010 році переписна місцевість мала площу 9,47 км², з яких 9,47 км² — суходіл та 0,00 км² — водойми.

## Демографія
Згідно з переписом 2010 року, у переписній місцевості мешкало 37 осіб у 24 домогосподарствах у складі 9 родин. Густота населення становила 4 особи/км².  Було 35 помешкань (4/км²).
Расовий склад населення:
| - 70,3 % — білих - 18,9 % — корінних американців |

До двох чи більше рас належало 10,8 %. Частка іспаномовних становила 5,4 % від усіх жителів.
За віковим діапазоном населення розподілялося таким чином: 8,1 % — особи молодші 18 років, 73,0 % — особи у віці 18—64 років, 18,9 % — особи у віці 65 років та старші. Медіана віку мешканця становила 49,5 року. На 100 осіб жіночої статі у переписній місцевості припадало 184,6 чоловіків;  на 100 жінок у віці від 18 років та старших — 209,1 чоловіків також старших 18 років.
Цивільне працевлаштоване населення становило 8 осіб. Основні галузі зайнятості: транспорт — 100,0 %.